# 246167 Joskohn
246167 Joskohn è un asteroide della fascia principale. Scoperto nel 2007, presenta un'orbita caratterizzata da un semiasse maggiore pari a 2,6339253 UA e da un'eccentricità di 0,1944503, inclinata di 10,87465° rispetto all'eclittica.